# Syrmoptera mixtura
Syrmoptera mixtura är en fjärilsart som beskrevs av Gustaaf Hulstaert 1924. Syrmoptera mixtura ingår i släktet Syrmoptera och familjen juvelvingar. Inga underarter finns listade i Catalogue of Life.